# Johann Gottlieb Stephanie
Johann Gottlieb Stephanie (také Gottlieb Stephanie mladší) (19. února 1741 Vratislav; 23. ledna 1800 Vídeň) byl rakouský herec, dramatik a operní libretista, slavný díky libretům Mozartových oper. Pro odlišení od svého staršího bratra Christiana Gottloba Stephania je obvykle označován „mladší“. Původní příjmení obou bratrů znělo Stephan.

## Život
Stephanie absolvoval německé gymnasium Elisabethinum v rodné Vratislavi. Místo plánovaného studia práv v Halle musel v roce 1757 narukovat na vojnu, vstoupit do pruské armády a s ní do Sedmileté války. V roce 1760 byl zajat Rakušany a několik měsíců vězněn ve Villachu. Propuštěn vstoupil do rakouského c. a k. pěšího pluku. Armádu opustil až po mírové smlouvě z roku 1763. Poté ještě nějaký čas v hodnosti poručíka dělal verbíře vojáků v Augsburgu, než šel do civilu a přestěhoval se do Vídně. Tam se plně věnoval kariéře herce, v roce 1769 vstoupil do vídeňského divadelního souboru.
Oženil se s herečkou českého původu Annou Marií Mikovou (1751 Šťáhlavy, 2.2.1802, Vídeň), která debutovala 27. dubna 1771 ve vídeňském Burgtheatru. Jejich dcera Wilhelmina, provdaná Kornová, se stala rovněž herečkou.
Kromě herectví napsal nejméně čtyři operní libreta a několik divadelních her - komedií, některé překládal z italštiny nebo francouzštiny a upravoval. Ve své době byly populární a vydávané tiskem.

## Dílo
- Odběhlec z lásky synovské, komedie o třech jednáních, 1773; roku 1785 se v českém překladu stala první česky mluvenou hrou hranou v Nosticově divadle v Praze[2]
- Die schöne Schusterinn, oder Die pücefarbnen Schuhe (Krásná ševcová), 1779, libreto opery, hudba: Ignaz Umlauf[3]
- Únos ze serailu, 1782, libreto opery, hudba: Wolfgang Amadeus Mozart; adaptace dramatu „Belmont a Constanza, aneb: únos ze seraglia“ od Christopha Fridricha Bretznera
- Der Schauspieldirektor, 1786, libreto opery, hudba: Wolfgang Amadeus Mozart
- Doktor a lékárník (Doktor und Apotheker), 1786, libreto komické opery ve dvou jednáních, hudba: Carl Ditters von Dittersdorf